# Галдина
Галдина або алдина (Haldina cordifolia) — листопадне дерево родини маренових (Rubiaceae). Поширено на півдні КНР, на півостровах Індостан, Індокитай, інтродуковане в Нігерії.